# University of Derby

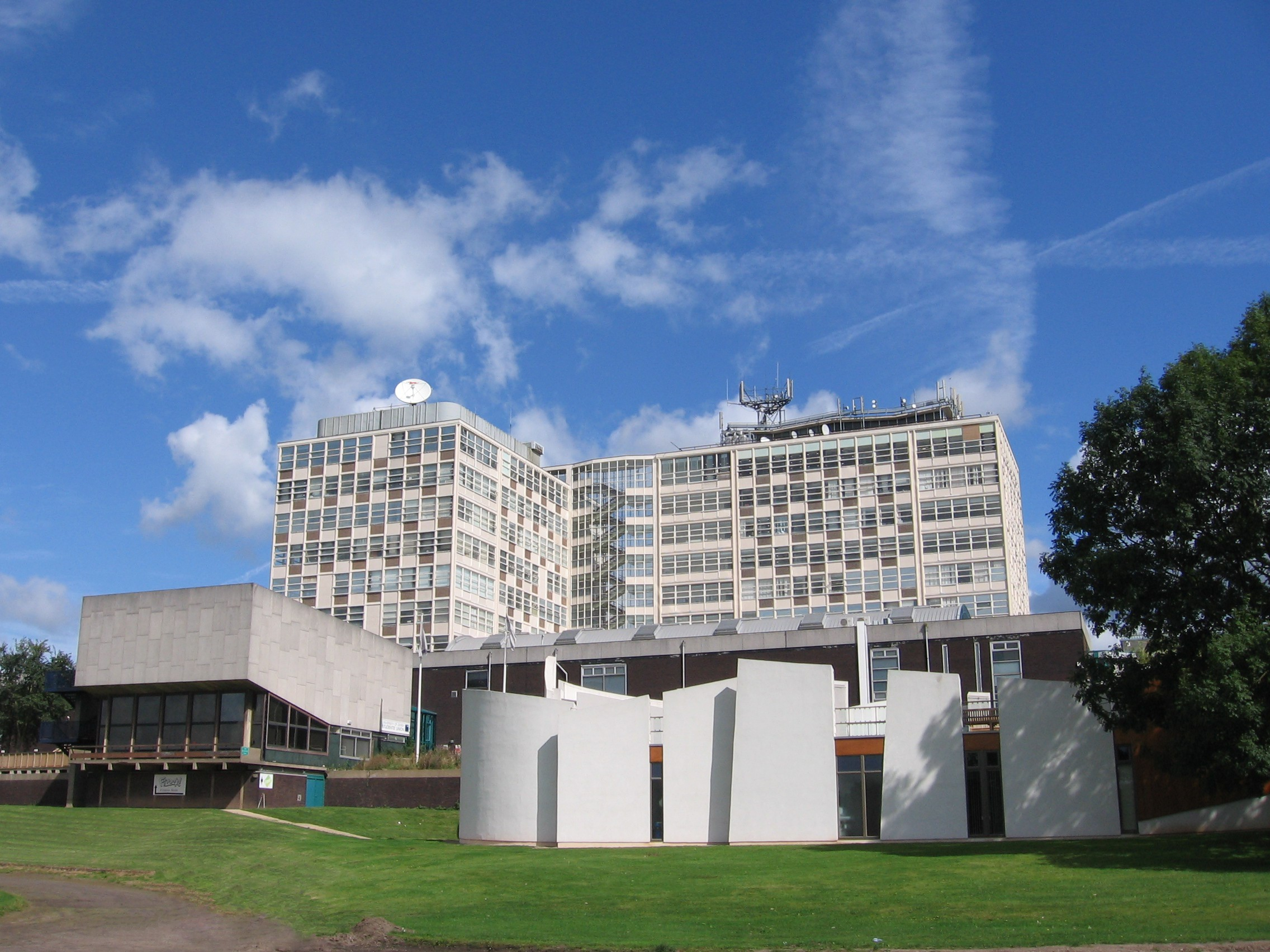
University of Derby, main campus.

University of Derby är ett offentligt universitet i Derby, England. Universitetet erbjuder omkring 300 program, vilka är fördelade på tre fakulteter, och har omkring 21000 studenter. Fakulteterna är: Näringsliv, datorer och juridik; Konst, design och teknologi; samt Utbildning, hälsa och vetenskap.